# Вестланд Вестбури
Вестланд Вестбури (енгл. Westland Westbury) је ловачки авион направљен у Уједињеном Краљевству. Авион је први пут полетео 1926. године. 

Направљен је само један прототип, пошто је конкурс министарства ваздухопловства Велике Британије за тешки двомоторни пресретач бомбардера отказан.
Највећа брзина авиона при хоризонталном лету је износила 201 km/h.
Практична највећа висина током лета је износила 6400 метара а брзина успињања 339 метара у минути. Распон крила авиона је био 20,7 метара, а дужина трупа 12,23 метара. У наоружању су била два топа калибра 37 милиметара.

## Наоружање
| Наоружање авиона: Вестланд Вестбури |    |
| Ватрено (стрељачко) наоружање       |    |
| Топ                                 |    |
| Број и ознака топа                  | 2  |
| Калибар                             | 37 |
| Митраљез                            |    |
| Бомбардерско наоружање (бомбе)      |    |
| Ракетно наоружање (ракете)          |    |